# Hyporhagus clavicornis latediscus
Hyporhagus clavicornis latediscus es una subespecie de coleóptero de la familia Monommatidae.

## Distribución geográfica
Habita en Panamá.